# 云居院塔
云居院塔，位于中国四川省成都市彭州市葛仙山镇大曲村，为彭州北宋佛塔群中的一座。云居院塔为密檐式实心砖塔，共十三级，高20.86米。塔基宽9.3米，由石墩砌成四方形。

## 文物保护
1985年7月22日公布为第二批成都市文物保护单位；1996年9月16日公佈為四川省第四批省級文物保護單位。2006年5月25日，云居院塔与镇国寺白塔、正觉寺塔等三座佛塔同时以彭州佛塔的名目列為第六批全國重點文物保護單位。

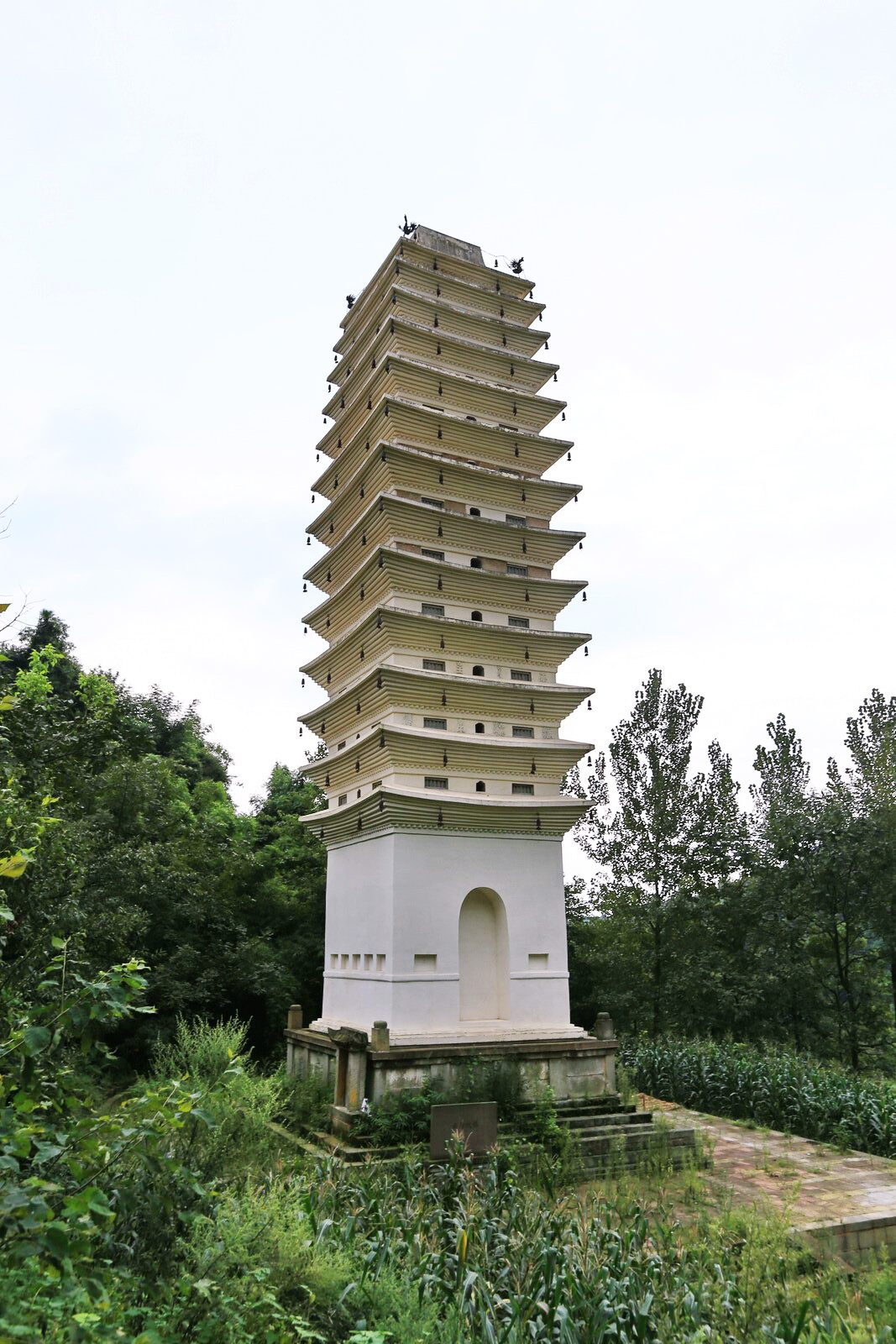
云居院塔全景
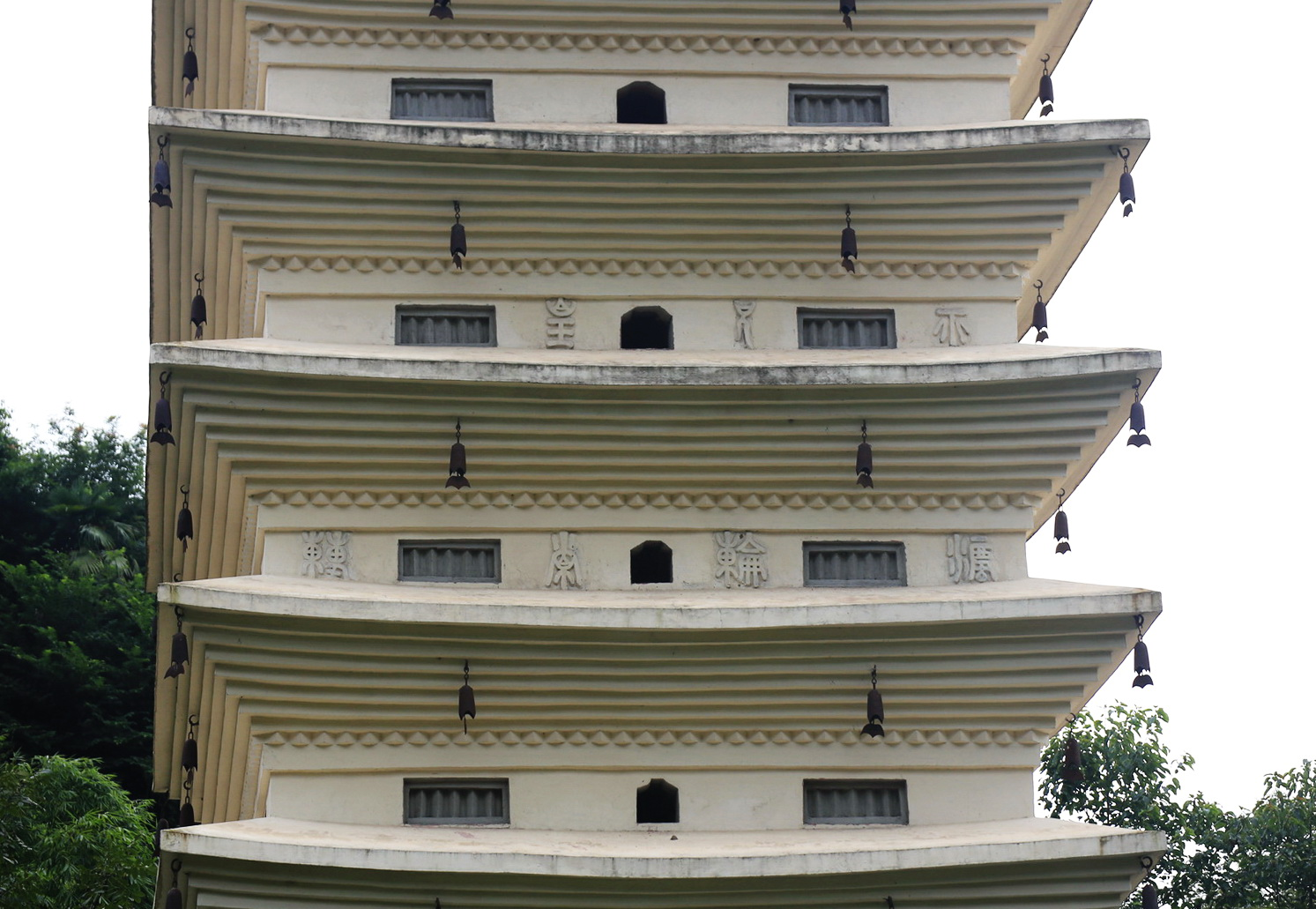
云居院塔西面细部
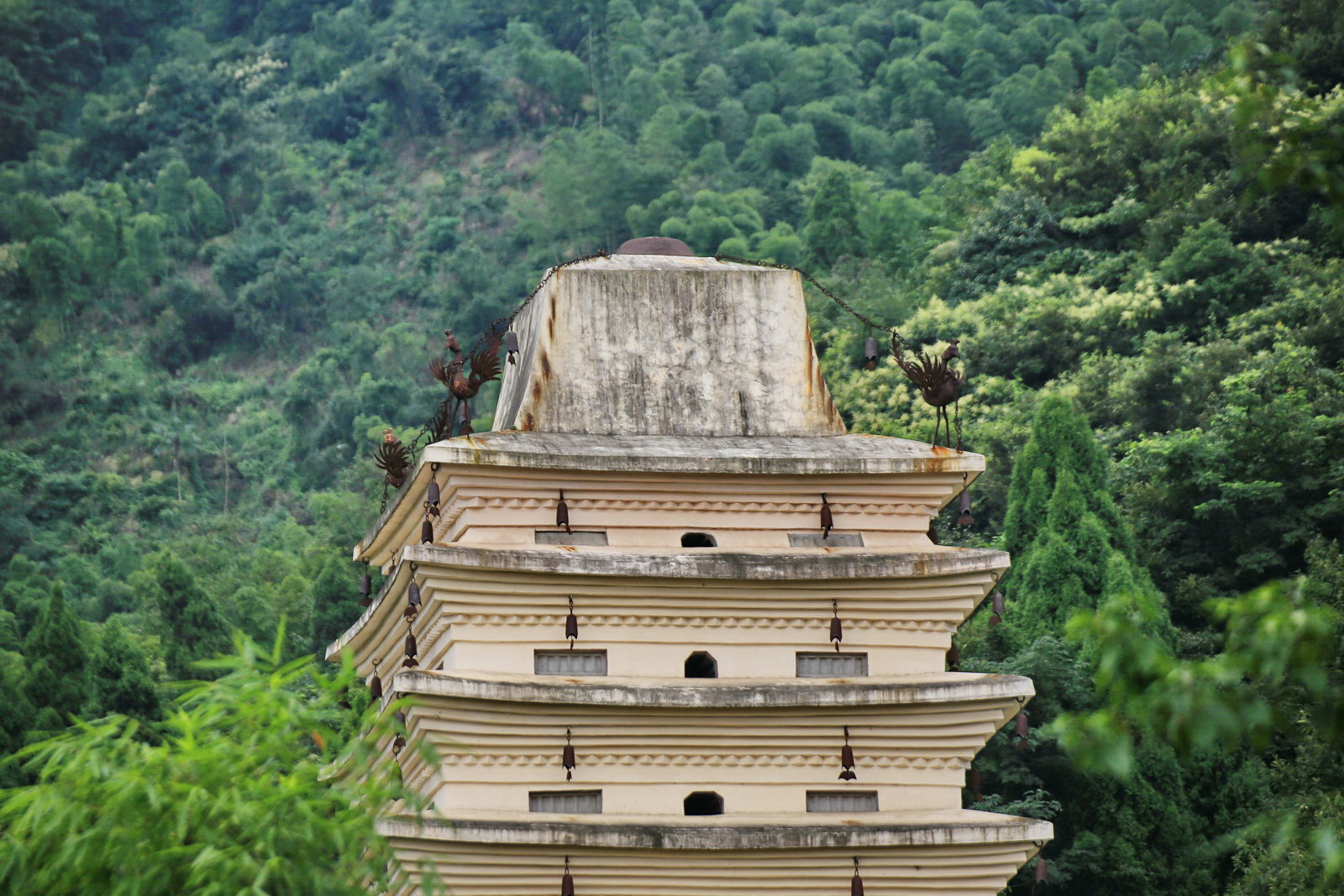
云居院塔塔顶
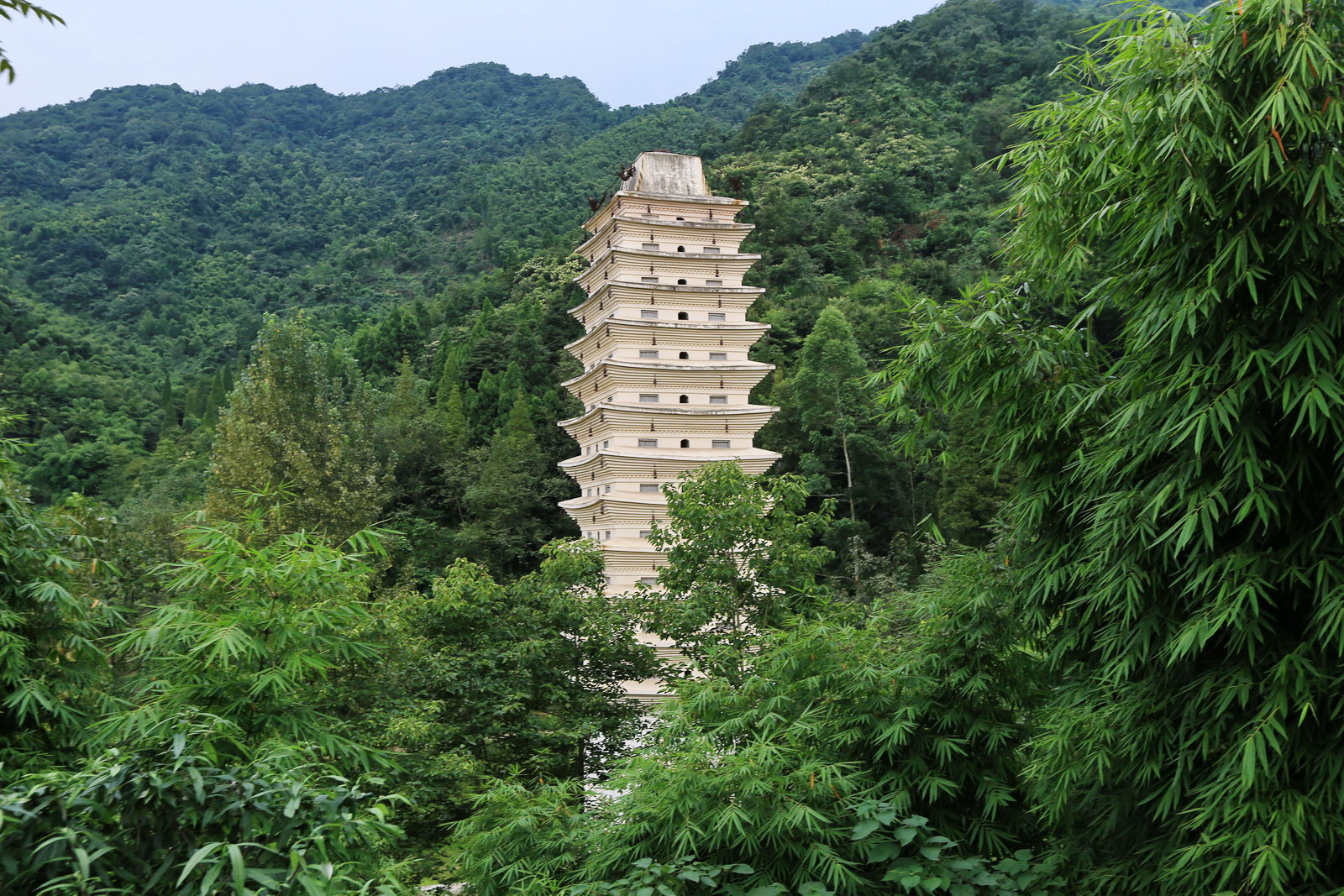
深山中的白塔
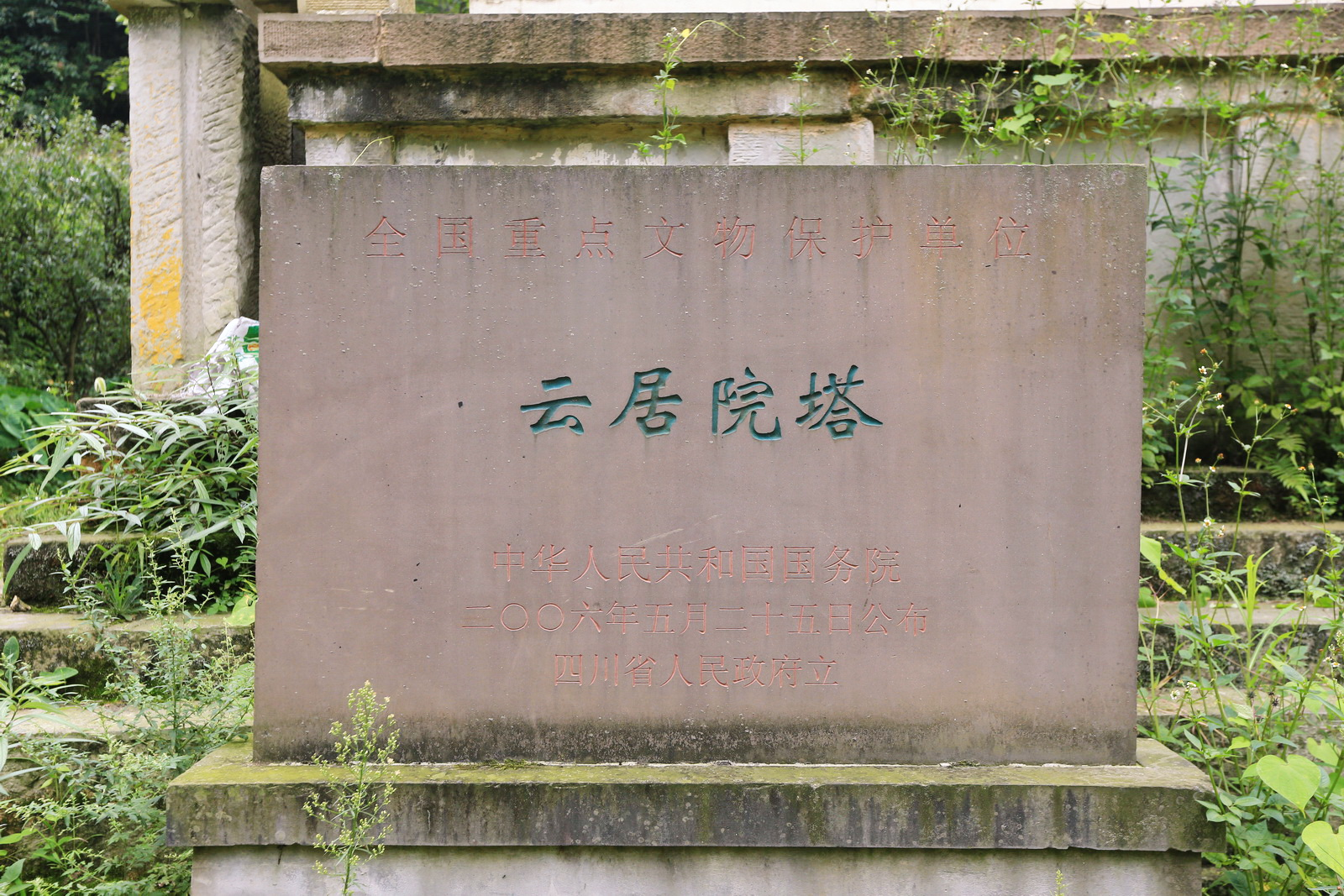
第六批全国重点文物保护单位标志碑